# Guessiguié
Guessiguié è una città e sottoprefettura della Costa d'Avorio appartenente al dipartimento di Agboville. Conta una popolazione di 21 911 abitanti (censimento 2014).